# Luisa Juliana Oranžská
Princezna Luisa Juliana Oranžsko-Nasavská (31. března 1576 Delft – 15. března 1644 Königsberg) byla rodem oranžsko-nasavská princezna a sňatkem falcká kurfiřtka.

## Biografie

### Původ, mládí
Luisa Juliana se narodila jako nejstarší ze šesti dcer, které vzešly za třetího manželství prince Viléma I. Oranžského (1533–1584) s princeznou Šarlotou Bourbonskou (1546–1582), dcerou vévody Ludvíka III. a Jacqueline de Longwy, hraběnky de Bar-sur-Seine. Její matka zemřela v roce 1582, když bylo Luise Julianě šest let, a otec se hned následujícího roku znovu (počtvrté) oženil s Luisou de Coligny (1555–1620), dcerou slavného admirála Coligny, vůdce francouzských hugenotů, jež mu porodila jediného syna, Frederika Hendrika (1584), pozdějšího nizozemského místodržitele. Poté, co byl Vilém I. roku 1584 zavražděn, vyrůstala Luisa Juliana se svými sestrami v Delftu u nevlastní matky.

### Manželství, potomci

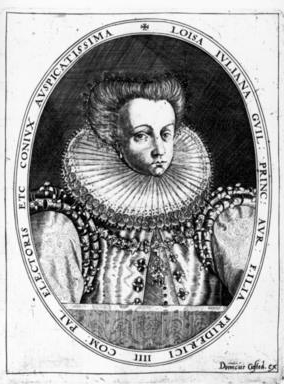
Kurfiřtka Luisa Juliana von der Pfalz

Jako hlava nejvýznamnější protestantské rodiny se Luisa de Coligny snažila najít pro své nevlastní dcery vlivné manžele stejného vyznání. 23. června roku 1593 se princezna Luisa Juliana jako první ze šesti sester provdala v Dillenburgu za falckého kurfiřta Fridricha IV. (1574–1610), syna kurfiřta Ludvíka VI. Falckého a jeho manželky, princezny Alžběty Hesenské (1539–1582). Po svatbě se odebrala v doprovodu své mladší sestry Emilie Antverpiany do Heidelbergu.
Po nuzném dětství a mládí bylo zbožné kurfiřtce přivyknout relativně bohatému dvoru a manželovi, jenž se neodříkal radostí života. Manželství však bylo šťastné a Luisa Juliana se věnovala své rodině. Z manželství vzešlo osm potomků – čtyři synové a čtyři dcery, tři z nich však zemřeli v útlém dětství.
- 1. Luisa Juliana (16. 7. 1594 Heidelberg – 28. 4. 1640 Meisenheim)[1][2]
⚭ 1612 Jan II. Falcko-Zweibrückenský (26. 3. 1584 Bad Bergzabern – 9. 8. 1635 Mety), falckrabě zweibrückenský od roku 1604 až do své smrti[3][4]
- 2. Kateřina Žofie (10. 6. 1595 Heidelberg – 28. 6. 1626 Berlín), svobodná a bezdětná[5][6]
- 3. Fridrich Falcký (26. srpna 1596 Lauterhofen – 29. listopadu 1632 Mohuč), falckrabě Rýnské Falce, císařský kurfiřt, vévoda bavorský, markrabě moravský, vévoda slezský a markrabě obojí Lužice, český "zimní" král (1619–1620)[7][8]
⚭ 1613 Alžběta Stuartovna (19. 8. 1596 Fife – 13. 2. 1662 Londýn)[9][10]
- 4. Alžběta Šarlota (19. 11. 1597 Neumarkt in der Oberpfalz – 25. 4. 1660 Krosno Odrzańskie)[11]
⚭ 1616 Jiří Vilém Braniborský (3. 11. 1595 Berlín  – 1. 12. 1640 Königsberg), braniborský markrabě, kurfiřt a pruský vévoda od roku 1619 až do své smrti[12][13]
- 5. Anna Eleonora (4. 1. 1599 Heidelberg – 10. 10. 1600 tamtéž)[14]
- 6. Ludvík Vilém (5. 8. 1600 Heidelberg – 10. 10. 1600 tamtéž)[15]
- 7. Mořic Kristián (18. 9. 1601 Heidelberg – 28. 3. 1605 tamtéž)[16]
- 8. Ludvík Filip (23. 11. 1602 Heidelberg – 6. 1. 1655 Krosno Odrzańskie), falckrabě simmernsko-kaiserslauternský od roku 1610 až do své smrti[17][18]
⚭ 1631 Marie Eleonora Braniborská (1. 4. 1607 Berlín – 18. 2. 1675 Bad Kreuznach)[19][20]

Po předčasné manželově smrti (zemřel roku 1610 ve věku 36 let) byla Luisa Juliana ustavena poručnicí svého nejstaršího syna, v té době teprve čtrnáctiletého (jeho hlavním poručníkem byl však vévoda Johann II. von Pfalz-Zweibrücken). Po roce byl Fridrich prohlášen za plnoletého a Luisa Juliana jej poslala na dvůr své sestry Alžběty Flandriky do Sedanu, aby si zde doplnil vzdělání.

### České dobrodružství syna Fridricha a jeho důsledky
Když zemřel v roce 1619 císař Matyáš Habsburský, zvolily české stavy 24. srpna téhož roku jejího syna, kurfiřta Fridricha Falckého, za českého krále. Luisa důrazně, avšak bezvýsledně svému synovi radila českou korunu nepřijmout. České dobrodružství trvalo jen krátce, po jeho porážce v bitvě na Bílé hoře 8. listopadu roku 1620, jedné z prvních a zároveň nejdůležitějších bitev třicetileté války, musela kurfiřtská rodina opustit Čechy. Před císařskými jednotkami, jež obsadily Rýnskou Falc, musela i Luisa Juliana se zbytkem rodiny uprchnout z vlastní země.
Luisa Juliana pak již svého syna neviděla. Odebrala se dvěma svými vnuky nejprve do Württemberska, avšak zdejší vévoda Jan Fridrich žádal, ze strachu před císařovým hněvem, aby zemi opustili. Luisa Juliana tedy přesídlila do Berlína na dvůr braniborského kurfiřta Jiřího Viléma ke své dceři Alžbětě Šarlotě, jež byla jeho manželkou. Vřavě Třicetileté války však neunikla ani tam – Braniborskem pochodovaly cizí armády a často docházelo k bezuzdnému drancování zasaženého území. Roku 1638 rozhodl Jiří Vilém o přesunutí celého braniborského panovnického dvora do Königsbergu (Královce) ve válkou nezasaženém a relativně klidném Pruském vévodství. Zde Luisa Juliana dne 15. března roku 1644 zemřela a ve zdejší katedrále byla i pochována.

## Vývod z předků
|                        |                                     |  |                     |                         |  |  |  |  |  |  |  | Jan IV. Nasavský |
|                        |                                     |  |                     |                         |  |  |  |  |  |  |  |                  |
|                        | Jan V. Nasavsko-Viandensko-Dietzský |  |                     |                         |  |  |  |  |  |  |  |                  |
|                        |                                     |  |                     |                         |  |  |  |  |  |  |  |                  |
|                        |                                     |  |                     | Marie z Loon-Heinsbergu |  |  |  |  |  |  |  |                  |
|                        |                                     |  |                     |                         |  |  |  |  |  |  |  |                  |
|                        | Vilém I. Nasavsko-Dillenburský      |  |                     |                         |  |  |  |  |  |  |  |                  |
|                        |                                     |  |                     |                         |  |  |  |  |  |  |  |                  |
|                        |                                     |  |                     | Jindřich III. Hesenský  |  |  |  |  |  |  |  |                  |
|                        |                                     |  |                     |                         |  |  |  |  |  |  |  |                  |
|                        | Alžběta Hesensko-Marburská          |  |                     |                         |  |  |  |  |  |  |  |                  |
|                        |                                     |  |                     |                         |  |  |  |  |  |  |  |                  |
|                        |                                     |  |                     | Anna von Katzenelnbogen |  |  |  |  |  |  |  |                  |
|                        |                                     |  |                     |                         |  |  |  |  |  |  |  |                  |
|                        | Vilém I. Oranžský                   |  |                     |                         |  |  |  |  |  |  |  |                  |
|                        |                                     |  |                     |                         |  |  |  |  |  |  |  |                  |
|                        |                                     |  |                     | Jindřich IX. Stolberský |  |  |  |  |  |  |  |                  |
|                        |                                     |  |                     |                         |  |  |  |  |  |  |  |                  |
|                        | Bodo VIII. Stolbersko-Wernigerodský |  |                     |                         |  |  |  |  |  |  |  |                  |
|                        |                                     |  |                     |                         |  |  |  |  |  |  |  |                  |
|                        |                                     |  |                     | Matylda z Mansfeldu     |  |  |  |  |  |  |  |                  |
|                        |                                     |  |                     |                         |  |  |  |  |  |  |  |                  |
|                        | Juliana ze Stolbergu                |  |                     |                         |  |  |  |  |  |  |  |                  |
|                        |                                     |  |                     |                         |  |  |  |  |  |  |  |                  |
|                        |                                     |  |                     | Filip I. z Eppsteinu    |  |  |  |  |  |  |  |                  |
|                        |                                     |  |                     |                         |  |  |  |  |  |  |  |                  |
|                        | Anna Eppsteinsko-Königsteinská      |  |                     |                         |  |  |  |  |  |  |  |                  |
|                        |                                     |  |                     |                         |  |  |  |  |  |  |  |                  |
|                        |                                     |  |                     | Luisa de La Marck       |  |  |  |  |  |  |  |                  |
|                        |                                     |  |                     |                         |  |  |  |  |  |  |  |                  |
| Luisa Juliana Oranžská |                                     |  |                     |                         |  |  |  |  |  |  |  |                  |
|                        |                                     |  |                     |                         |  |  |  |  |  |  |  |                  |
|                        |                                     |  | Jan VIII. z Vendôme |                         |  |  |  |  |  |  |  |                  |
|                        |                                     |  |                     |                         |  |  |  |  |  |  |  |                  |
|                        | Ludvík z La Roche-sur-Yon           |  |                     |                         |  |  |  |  |  |  |  |                  |
|                        |                                     |  |                     |                         |  |  |  |  |  |  |  |                  |
|                        |                                     |  |                     | Isabela z Beauvau       |  |  |  |  |  |  |  |                  |
|                        |                                     |  |                     |                         |  |  |  |  |  |  |  |                  |
|                        | Ludvík, hrabě z Montpensier         |  |                     |                         |  |  |  |  |  |  |  |                  |
|                        |                                     |  |                     |                         |  |  |  |  |  |  |  |                  |
|                        |                                     |  |                     | Gilbert z Montpensier   |  |  |  |  |  |  |  |                  |
|                        |                                     |  |                     |                         |  |  |  |  |  |  |  |                  |
|                        | Luisa Bourbonská                    |  |                     |                         |  |  |  |  |  |  |  |                  |
|                        |                                     |  |                     |                         |  |  |  |  |  |  |  |                  |
|                        |                                     |  |                     | Klára Gonzagová         |  |  |  |  |  |  |  |                  |
|                        |                                     |  |                     |                         |  |  |  |  |  |  |  |                  |
|                        | Šarlota Bourbonská                  |  |                     |                         |  |  |  |  |  |  |  |                  |
|                        |                                     |  |                     |                         |  |  |  |  |  |  |  |                  |
|                        |                                     |  |                     | Filip z Longvy          |  |  |  |  |  |  |  |                  |
|                        |                                     |  |                     |                         |  |  |  |  |  |  |  |                  |
|                        | Jan z Longwy                        |  |                     |                         |  |  |  |  |  |  |  |                  |
|                        |                                     |  |                     |                         |  |  |  |  |  |  |  |                  |
|                        |                                     |  |                     | Jana z Bauffremontu     |  |  |  |  |  |  |  |                  |
|                        |                                     |  |                     |                         |  |  |  |  |  |  |  |                  |
|                        | Jacqueline de Longwy                |  |                     |                         |  |  |  |  |  |  |  |                  |
|                        |                                     |  |                     |                         |  |  |  |  |  |  |  |                  |
|                        |                                     |  |                     | Karel z Angoulême       |  |  |  |  |  |  |  |                  |
|                        |                                     |  |                     |                         |  |  |  |  |  |  |  |                  |
|                        | Jana z Angoulême                    |  |                     |                         |  |  |  |  |  |  |  |                  |
|                        |                                     |  |                     |                         |  |  |  |  |  |  |  |                  |
|                        |                                     |  |                     | Antonie z Polignacu     |  |  |  |  |  |  |  |                  |
|                        |                                     |  |                     |                         |  |  |  |  |  |  |  |                  |